# John Forbes Nash
John Forbes Nash (Bluefield, Virginia Occidental, 13 de junio de 1928-Monroe, Nueva Jersey, 23 de mayo de 2015)fue un matemático estadounidense, especialista en teoría de juegos, geometría diferencial y ecuaciones en derivadas parciales, fue laureado con el Premio del Banco de Suecia en Ciencias Económicas en memoria de Alfred Nobel (conocido como Premio Nobel de Economía) en 1994 por sus aportes a la teoría de juegos y los procesos de negociación, junto a Reinhard Selten y John Harsanyi, y con el Premio Abel en 2015 por sus aportes a la teoría de las ecuaciones diferenciales parciales.
La película A Beautiful Mind (2001), ganadora de cuatro premios Óscar, entre ellos el de Mejor Película, está basada en su vida a partir de la novela homónima de Sylvia Nasar.

## Biografía

### Infancia
El padre, que se llamaba también John Forbes Nash, nació en Texas en 1892 y estudió Ingeniería Eléctrica. Después de luchar en Francia en la Primera Guerra Mundial, fue durante un año profesor de esa misma disciplina en la Universidad de Texas, tras lo que se incorporó a la empresa Appalachian Power Company, en Bluefield, Virginia Occidental.
La madre de Nash Jr., Margaret Virginia Martin (1-5-1897/16-11-1969), fue profesora durante diez años antes de casarse con su padre, el 6 de septiembre de 1924.
John Forbes Nash Jr., nació en Bluefield Sanatorium el 13 de junio de 1928 y fue bautizado en la Iglesia episcopaliana. Sus biógrafos dicen que fue un niño solitario e introvertido, aunque estaba rodeado de una familia cariñosa y atenta. Parece que le gustaba mucho la lectura y muy poco jugar con otros niños. Su madre lo estimuló en los estudios enseñándole directamente y llevándolo a buenos colegios; ella, que había estudiado varios idiomas en las universidades Virginia Occidental y en el Colegio Martha Washington, lo animó para que estudiara. A los catorce años empezó a mostrar interés por las matemáticas y la química, tal vez influido por el libro que publicó Eric Temple Bell en 1937: Men of Mathematics. Ingresó al Colegio Bluefield en 1941.

### Periodo de estudios
Ganó una beca en el concurso George Westinghouse. En junio de 1945 se matriculó en la actual Universidad Carnegie Mellon para estudiar Ingeniería Química, a diferencia de su padre. Sin embargo, empezó a destacar en Matemáticas, cuyo departamento estaba dirigido entonces por John Synge, quien reconoció el especial talento de Nash y le convenció para que se especializara en Matemáticas.
Se licenció en Matemáticas en 1948. Lo aceptaron para estudios de postgrado en las universidades de Harvard, Princeton, Chicago y Míchigan. Nash consideraba que la mejor era Harvard, pero Princeton le ofreció una beca mejor, por lo que decidió estudiar allí, donde entró en septiembre de 1948.
En 1949, mientras se preparaba para el doctorado, escribió el artículo por el que sería premiado cinco décadas después con el Premio Nobel. En 1950 obtuvo el grado de doctor con una tesis intitulada Juegos no cooperativos. Obsérvese que el libro inicial de la teoría de juegos, Theory of Games and Economic Behavior", de John von Neumann y Oskar Morgenstern, se publicó muy poco antes, en 1944.[cita requerida]
En 1950 empezó a trabajar para la RAND Corporation, institución que canalizaba fondos del Gobierno de los Estados Unidos para estudios científicos relacionados con la guerra fría y en la que se estaba intentando aplicar los recientes avances en la teoría de juegos para el análisis de estrategias diplomáticas y militares. Simultáneamente seguía trabajando en Princeton. En 1952 entró como profesor en el Massachusetts Institute of Technology. Sus clases eran muy poco ortodoxas y no fue un profesor popular entre los alumnos, que también se quejaban de sus métodos de examen. Tres años más tarde aceptó una beca de la Universidad de Princeton para el doctorado de Matemáticas. La carta de recomendación contenía una única frase: «Este hombre es un genio».

### Periodo universitario
En la Universidad de Princeton impartían clases Albert Einstein y John von Neumann, algo que motivó su ansia por destacar y obtener cierto reconocimiento. Inventó un juego «matemáticamente perfecto» (en el cual se basó posteriormente Hex) y en 1949 escribió un artículo titulado Puntos de equilibrio en juegos de n-personas, en el que definía el equilibrio de Nash. Con 21 años se doctoró con una tesis de menos de treinta páginas sobre juegos no cooperativos, bajo la dirección de Albert W. Tucker. Consiguió inmediatamente reconocimiento entre el resto de los especialistas y poco después comenzó a trabajar para la RAND, una institución de la Fuerza Aérea de los Estados Unidos dedicada a la investigación estratégica.
En 1952 conoció a Eleanor Stier, la primera enfermera que lo trató con mayor intensidad; con ella tuvo un hijo, John David Stier (19-6-1953), del que se desentendió. A pesar de que ella trató de convencerlo, Nash no quiso casarse con ella. Sus padres se enteraron de este asunto en 1956. Su padre murió poco después de enterarse del escándalo y parece que John Nash, Jr. se sintió culpable de ello.[cita requerida]
En el verano de 1954 fue arrestado durante una redada policial contra homosexuales. Se casó en 1957 con una exalumna suya del MIT, Alicia Lardé López-Harrison, salvadoreña, con quien tuvo a su segundo hijo, John Charles Martin Nash (20-5-1959), quien también padeció esquizofrenia. Tras un año de matrimonio se le diagnosticó esquizofrenia y todo cambió. Tras estar internado durante cincuenta días en el hospital McLean, viajó a Europa, donde intentó conseguir el estatus de refugiado político. Creía que era perseguido por «criptocomunistas» (agentes comunistas infiltrados). Estuvo hospitalizado en varias ocasiones por periodos de cinco a ocho meses en varios centros psiquiátricos de Nueva Jersey y salió creyendo que se había curado, hasta que decidió suspender su tratamiento con fármacos, lo que causó la reaparición de alucinaciones. A punto de ser internado nuevamente, se dio cuenta de sus alucinaciones por lo que, usando la teoría de que «todo problema tiene una solución», decidió resolver por su cuenta su problema psiquiátrico y así, con el paso del tiempo, aprendió a vivir con sus alucinaciones, ignorándolas por completo.
Sus teorías han influido en las negociaciones comerciales globales, en los avances de la biología evolutiva y en las relaciones laborales nacionales. Varios años después, Nash consiguió regresar a la universidad, donde impartió clases de Matemáticas.

### Enfermedad mental

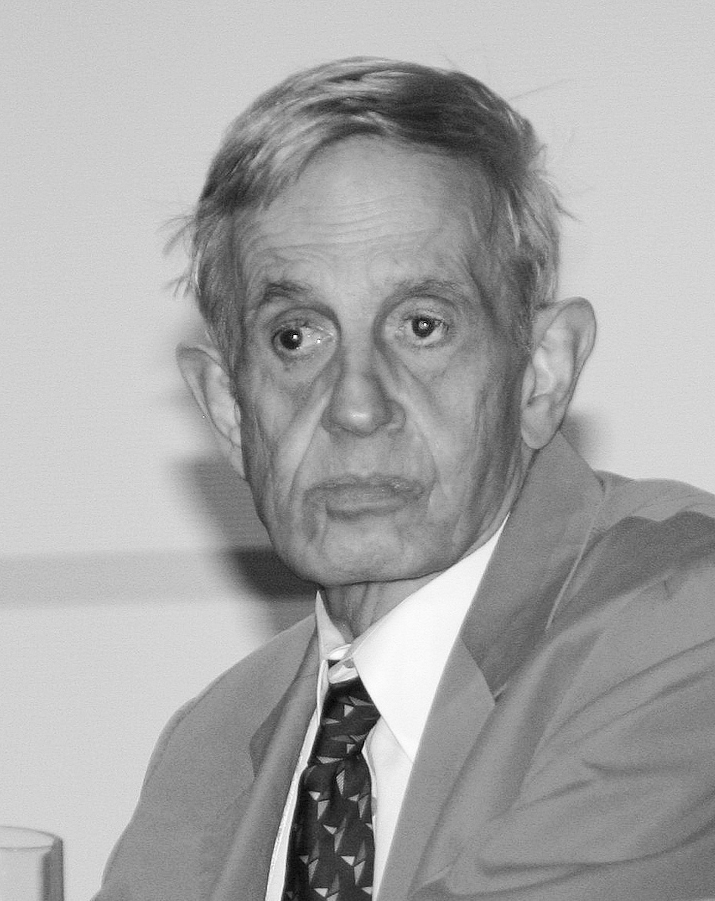
Nash en una conferencia sobre teoría de juegos en 2006 (Colonia)

A los 30 años de edad y tras una serie de comportamientos erráticos observados por sus colegas y su esposa, Nash recibió el diagnóstico de esquizofrenia paranoide.  Parecía creer que todos los hombres que usaban corbatas rojas formaban parte de un grupo de comunistas que conspiraban contra él; Nash enviaría cartas a las embajadas en Washington, D. C., afirmando que ellos estaban estableciendo una especie de gobierno en el país. Sus problemas psíquicos se manifestarían dentro de su vida profesional cuando en uno de sus discursos sobre la hipótesis de Riemann, leído en la Sociedad Estadounidense de Matemática de la Universidad de Columbia en 1959, Nash se expresó con palabras que resultaron incomprensibles, por lo que sus colegas de la audiencia inmediatamente se dieron cuenta de que algo estaba mal.
Entre abril y mayo de 1959 ingresó en el Hospital McLean, donde fue diagnosticado de esquizofrenia paranoide. Según el Manual diagnóstico y estadístico de los trastornos mentales versión IV-TR (conocido como DSM IV-TR), la persona que sufre de este trastorno presenta un estado psicótico crónico (mayor a seis meses), caracterizado por alteraciones y desorganización en la cognición, en la expresión del afecto, en la conducta y en el pensamiento, con ideas delirantes paranoides y con alteraciones de la sensopercepción (alucinaciones). La persona tiene ideas fuera de la realidad e irreductibles a la lógica (ideas delirantes), es decir, percibe como reales cosas que no lo son, aunado a alucinaciones auditivas y visuales. La falta de voluntad y de motivación (abulia), persistentes, se asocian con frecuencia a depresión.
En 1961 ingresó al Hospital Psiquiátrico de Trenton, en Nueva Jersey. Y durante los nueve meses siguientes pasó periodos en hospitales psiquiátricos, en los cuales recibió tratamientos con fármacos antipsicóticos y terapias de shock con insulina.
Aunque los medicamentos que consumía eran recetados, Nash más tarde afirmaría que solo lo hacía contra su voluntad. Desde 1970, ya no volvió a aceptar ser internado en un hospital psiquiátrico, y se rehusó a seguir consumiendo medicamentos. Según Nash, la afirmación en la película descrita más abajo de que, incluso después de aquella fecha, también consumía antipsicóticos atípicos que no se recetaban en esa época, era inexacta. Él atribuyó esta afirmación al guionista, con el fin de evitar que personas con trastornos similares, y que vieran la película, dejasen de tomar sus medicamentos. El periodista Robert Whitaker escribió un artículo en el que sugería que la pronta recuperación de Nash podría haber sido afectada por el consumo de dichos medicamentos.
Nash creía que los psicofármacos no eran muy efectivos y que los efectos adversos no eran graves después de que alguien recibe el diagnóstico de una enfermedad mental. Según Sylvia Nasar, Nash se recuperó gradualmente de su enfermedad con el paso del tiempo y gracias al apoyo de su esposa, Alicia Lardé. Nash logró seguir trabajando gracias a su entorno comunitario, en donde se aceptaban sus excentricidades. Alicia Lardé dijo de su esposo: "Es solo cuestión de vivir una vida tranquila".
Según Nash, el inicio de sus trastornos mentales podía situarse durante los primeros meses de 1959, cuando su esposa estaba embarazada. Describiendo el proceso como un cambio "de un pensamiento racional científico hacia un pensamiento delirante típico de personas que han sido diagnosticadas con esquizofrenia o esquizofrenia paranoide". Para Nash, esto incluía verse a sí mismo como un mensajero o alguien que tiene una determinada misión; rodeado tanto de partidarios como opositores y agentes secretos, entre los cuales se sentía que era perseguido y buscado para resolver enigmas de revelación divina. Nash sugirió que sus delirios estaban relacionados con su sensación de infelicidad, a sus deseos de sentirse importante y reconocido, y a su forma característica de pensar, diciendo: "Yo no habría tenido ideas tan buenas científicamente, si hubiera tenido una forma más normal de pensar". También expresó: "Si no me hubiera sentido tan presionado, dudo que hubiera sufrido este trastorno". No estableció categóricamente una distinción entre esquizofrenia y trastorno bipolar. Nash también mencionó que no escuchó voces en su cabeza hasta 1964, y que más tarde él, por voluntad propia, rechazó esas voces. También declaró que siempre lo obligaron a ir a los hospitales psiquiátricos contra su voluntad; que temporalmente renunciaba a sus "hipótesis delirantes de ensueño" después de estar el tiempo suficiente en un hospital para decir que se había recuperado o que ya tenía un comportamiento normal "racionalmente forzado". Que solo por cuenta propia logró "rechazar inteligentemente" algunas de sus "influencias delirantes" y sus creencias "políticamente orientadas" en cuanto se sintiera cómodo. Para 1995, dijo que, sin embargo, a pesar de que "había vuelto a pensar racionalmente como científico", aun así se sentía más limitado que como pensaba antes.
En 1994 escribió:

He estado alrededor de cinco a ocho meses en hospitales de Nueva Jersey, siempre en contra de mi voluntad y siempre tratando de dar algún argumento legal para salir de ellos. Y sucedía que después de haber estado hospitalizado por un tiempo bastante largo, al fin lograba renunciar a mis hipótesis delirantes y volvía a concebirme a mí mismo como un ser humano de circunstancias más convencionales; podía volver así a mis investigaciones matemáticas; en estos periodos, por así decirlo, de racionalidad forzada, tenía éxito en realizar algunas investigaciones matemáticas respetables. De esta manera fue posible la investigación  para Le problème de Cauchy pour les équations différentielles d'un fluide général; o trabajar sobre la idea a la cual el profesor Hironaka llamó "la estallante transformación de Nash"; y la investigación para  La estructura de arco de las singularidades y  Analiticidad de las soluciones de problemas de función implícita con datos analíticos.

Pero tras mi retorno a las hipótesis delirantes, que parecían sueños a finales de la década de 1960, me transformé en una persona de pensamiento delirante, aunque de comportamiento relativamente moderado; y eso me ayudaba a evitar las hospitalizaciones y el tratamiento directo de psiquiatras.

Y así transcurrió algo más de tiempo. Gradualmente empecé a rechazar inteligentemente algunas líneas de pensamiento que estaban influenciadas de manera delirante y que habían sido características de mi orientación. Esto comenzó a notarse más claramente con el rechazo del pensamiento orientado políticamente como algo que es esencialmente un desperdicio inútil de esfuerzo intelectual. Así que, actualmente, he vuelto a pensar de manera racional, en el estilo que es característico de los científicos.

### A Beautiful Mind
En 1998, Sylvia Nasar publicó la novela A Beautiful Mind (publicado en español en 2012 bajo el título Una mente prodigiosa). En 2001 se estrenó la película homónima, dirigida por Ron Howard y protagonizada por Russell Crowe (la película circuló bajo los títulos Una mente maravillosa en España y Una mente brillante en América Latina). Basada en la vida de John Nash, la película ganó cuatro premios Óscar, incluyendo la categoría de mejor película. Esta no es una biografía exacta, ya que se encuentran ciertas diferencias entre la realidad y la ficción. A este respecto, el propio Nash declaró: «Tiene errores y licencias, incluso en los lugares de rodaje. Por ejemplo, no se rodó en la Universidad de Princeton, que es donde yo estudié, aunque sí aparece un edificio que hace pensar en Princeton». Sin embargo, reconoce que «lo positivo fue que supo llamar la atención en todo el mundo sobre la esquizofrenia».

### Fallecimiento
El 23 de mayo de 2015, Nash falleció a los 86 años junto a su esposa Alicia Lardé López-Harrison, de 82 años, en un accidente automovilístico en Turnpike, en el peaje de Nueva Jersey, cerca de Monroe Township, Nueva Jersey. El conductor del taxi en el que venían del Aeropuerto de Newark perdió el control y golpeó un guardarraíl, justo en el viaje de regreso tras haber recibido Nash el Premio Abel 2015 de manos del rey Harald V, en Oslo, Noruega. La colisión se produjo cuando el taxi intentó adelantar a otro vehículo. Según una versión de un sargento de la policía local, llamado Gregory Williams, ninguno de los dos llevaba puesto el cinturón de seguridad, por lo que la pareja salió despedida del vehículo tras el impacto. El conductor del taxi fue rescatado del vehículo y trasladado con heridas que no amenazaban su vida al hospital universitario Robert Wood. El incidente ocurrió un sábado alrededor de las 4:30 p. m. Louis Nirenberg dijo que él habló con la pareja durante una hora en el aeropuerto de Newark antes de que ambos subieran al taxi. Nirenberg dijo que Nash era verdaderamente un gran matemático y «una especie de genio».

## Reconocimientos
Las contribuciones de John Nash a las áreas de matemáticas y economía le hicieron merecedor de numerosos premios a lo largo de su vida. De entre ellos, cabe destacar los siguientes:
- 1978 – Premio de Teoría John von Neumann por sus contribuciones teóricas fundamentales a la investigación operativa.
- 1994 – Premio del Banco de Suecia en Ciencias Económicas en memoria de Alfred Nobel (Premio Nobel de Economía) por su análisis del equilibrio en la teoría de Juegos no cooperativos.
- 1999 – Premio Leroy P. Steele de la Sociedad Estadounidense de Matemáticas, por su contribución fundamental a la investigación matemática.[37]
- 2010 – Medalla de la Doble Hélice del Laboratorio Cold Spring Harbor por su labor de defensa de los derechos de las enfermedades mentales.[38]
- 2015 – Premio Abel, por sus trabajos en ecuaciones diferenciales parciales.[39]